# Unia Wolności – Unia Demokratyczna
Unia Wolności – Unia Demokratyczna (cz. Unie svobody – Demokratická unie, US-DEU) – liberalna partia polityczna w Czechach.

## Historia
Partia została założona 17 stycznia 1998 przez działaczy ODS niezadowolonych z dotychczasowej polityki ugrupowania prowadzonej przez premiera Vaclava Klausa. Wśród jej założycieli znaleźli się Jan Ruml i Ivan Pilip, którzy w 1997 doprowadzili do dymisji rządu Klausa i powołania ponadpartyjnego gabinetu fachowców. Przewodniczącym partii został były minister spraw wewnętrznych Jan Ruml (1998–1999). W wyborach 1998 partia przedstawiła program centroprawicowy, zapowiadając jednocześnie, że nie zwiąże się koalicją z ČSSD. Uzyskała 19 mandatów w Izbie Poselskiej. Po utworzeniu lewicowego rządu Zemana, partia przystąpiła do tzw. koalicji czterech wraz z KDU-ČSL, DEU i ODA. W latach 1998 i 2000 centroprawicowy blok zanotował sukcesy w wyborach do Senatu. W latach 2000–2002 „sojusz czterech” był najpopularniejszym ugrupowaniem na czeskiej scenie politycznej, zbierając w sondażach ok. 30% poparcia, jednak w styczniu 2002 w szeregach koalicji doszło do rozłamu, w wyniku którego do wyborów 2002 stanęły oddzielnie US-DEU i KDU-ČSL, uzyskując łącznie jedynie 14,2% głosów i 31 mandatów. Z ramienia Unii Wolności w Izbie Poselskiej zasiadło wówczas 10 posłów. Partia wraz z KDU-ČSL weszła w skład centrolewicowego rządu Vladimíra Špidli, obejmując w nim 3 resorty. Partia nie uzyskała mandatów w wyborach do Parlamentu Europejskiego w 2004. Porażkę poniosła również w wyborach parlamentarnych 2006, uzyskując 0,30% głosów. W wyborach 2010 partia zwróciła się do swych wyborców ustami przewodniczącego Jana Černego o poparcie kandydatów Obywatelskiej Partii Demokratycznej. Ugrupowanie zakończyło działalność 1 stycznia 2011.

## Program
Unia Wolności była centroprawicowym ugrupowaniem o poglądach wolnorynkowych. Opowiada się za budową państwa prawa, poszanowaniem praw obywateli, w tym mniejszości, reformą podatkową oraz reformą finansów publicznych, decentralizacja państwa, a także przeciwko współpracy z komunistami. W dziedzinie polityki zagranicznej partia była zwolenniczką integracji w ramach Unii Europejskiej.

## Przewodniczący partii
- Jan Ruml (1998–1999)
- Karel Kühnl (2000–2001)
- Hana Kordová Marvanová (2001–2002)
- Ivan Pilip (2002–2003)
- Petr Mareš (2003–2004)
- Pavel Němec (2004–2006)
- Jan Hadrava (2006–2009)
- Jan Černý (2009–2011)